# Mürben

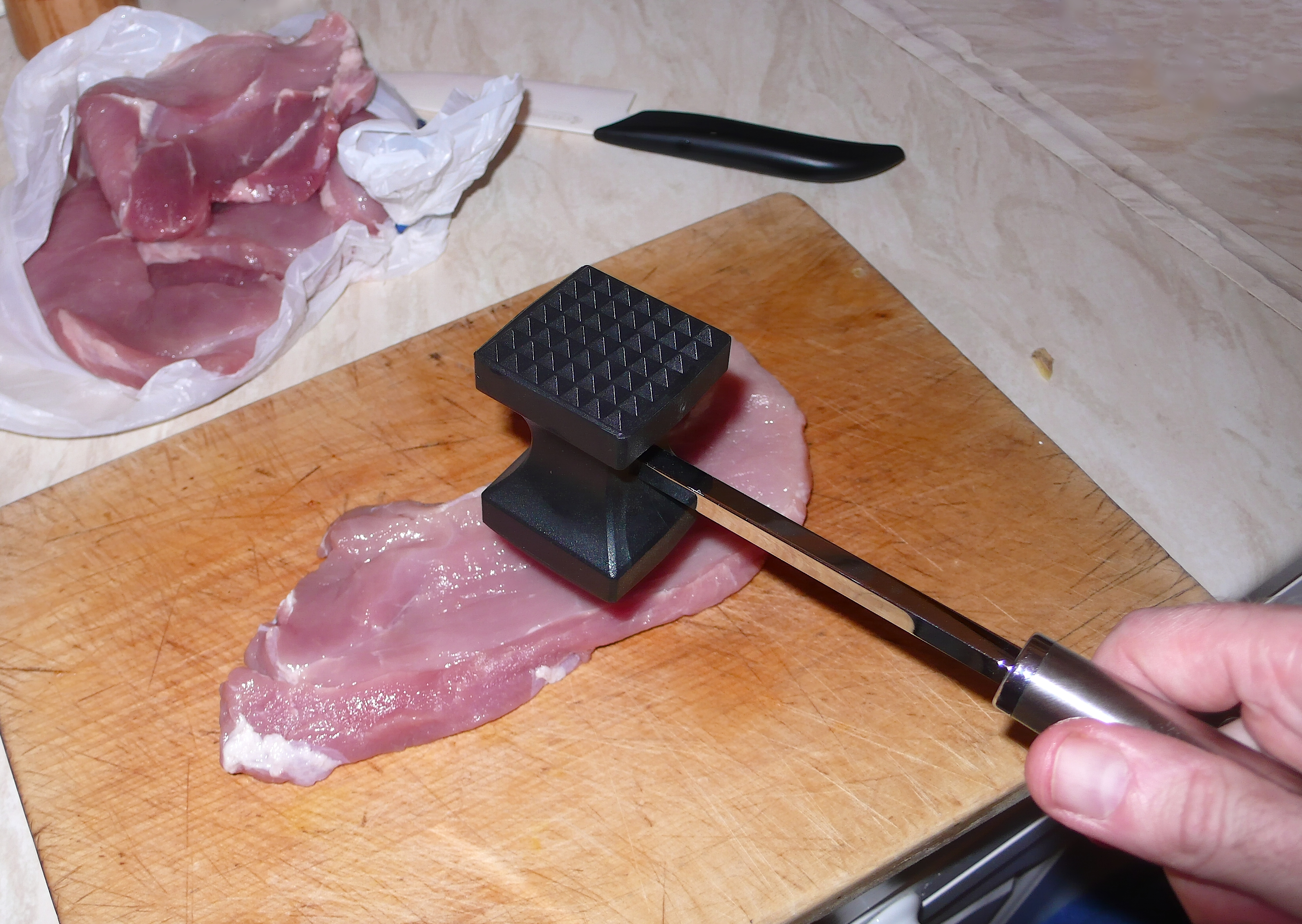
Plattieren von Schweinesteaks mit einem Fleischhammer

Das Mürben oder Plattieren ist ein Vorbereitungsverfahren in der Lebensmittelherstellung.
Bei dem Grundverfahren werden tierische Lebensmittel wie Fleisch und Fisch durch die Einwirkung mechanischer Kräfte so verändert, dass sich ihre Struktur im Hinblick auf die Zubereitung und den Verzehr verbessert. Durch Druck, Spannung und Zug wird die Textur zarter und lockerer. Als Folge davon sind die Produkte besser verdaulich, erleiden aber auch Qualitätseinbußen durch einen erhöhten Flüssigkeitsverlust bei der Zubereitung. Außerdem leiden gemürbte Lebensmittel unter einer höheren Verderblichkeit. Für eine hohe Qualität der Produkte ist es darum nötig, die Rohstoffe erst kurz vor der Verwendung zu mürben. 
Typische Anwendungen sind die Zubereitung von Kurzbratstücken wie Steaks, Schnitzel und Koteletts, die anschließend gebraten oder gegrillt werden.
Für das manuelle Mürben verwendet man Fleischklopfer (auch als „Plattiereisen“ bezeichnet), Fleischbeile bzw. schwere Küchenmesser und/oder auch Fleischhämmer. In der industriellen Produktion und der Massenherstellung im Handwerk verwendet man Steaker. Diese Maschinen bestehen aus zwei gegeneinander rotierenden Walzen, die mit Messern versehen sind. Bei der Bearbeitung werden die Fleischstücke gepresst und erhalten Einschnitte, welche die Mürbung verstärken.

## Alternativen
Neben der Verwendung von Werkzeugen, die das Bindegewebe im Fleisch mechanisch zerreißen, gibt es auch schonendere Verfahren, Fleisch mürbe zu machen. Durch Zubereitungsarten wie Marinieren, Schmoren oder Garen nach der Niedrigtemperaturmethode wird das Collagen des Bindegewebes chemisch zu Gelatine umgewandelt.
Die Nahrungsmittelindustrie verwendet teils auch bakterielle Enzyme (Proteasen wie beispielsweise Subtilisin), um schwer zugängliches Protein aufzuschließen und mürbe zu machen.